# ألينيا
ألينيا (الاسم العلمي: Alinea)، جنس سحالي من فصيلة السقنقورية.

## الأنواع
يضم جنس ألينيا نوعان فقط:
- Alinea lanceolata (Cope, 1862) – سقنقور باربادوس
- Alinea luciae (Garman, 1887) – سقنقور سانت لوسيا

تنبيه: تشير الأسماء العلمية التي بين قوسين إلى أن النوع في الأصل قد وُصف في جنس غير ألينيا.